# 哥本哈根市郊鐵路Bx線
哥本哈根市郊鐵路Bx線现在是哥本哈根市郊铁路B线的区间车。目前仅在工作日高峰时段开行。1953年10月4日开通，曾多次变更线路、停靠站、运营时间。

## 现停靠站
| 站名                       | 换乘              |
| -------------------------- | ----------------- |
| 霍耶-措斯楚普站 （终点站） | 国铁              |
| 措斯楚普站                 |                   |
| 阿尔贝特斯隆站             |                   |
| 格洛斯楚普站               |                   |
| 丹斯霍伊站                 |                   |
| 瓦尔比站                   | 国铁              |
| 嘉士伯站                   |                   |
| 迪伯尔桥站                 |                   |
| 哥本哈根火车总站           | 国铁 哥本哈根地铁 |
| 西门站                     |                   |
| 北门站                     | 国铁 哥本哈根地铁 |
| 东门站                     | 国铁 哥本哈根地铁 |
| 北港站                     | 哥本哈根地铁      |
| 天鹅磨坊站                 |                   |
| 吕帕肯站                   |                   |
| 埃姆德鲁普站               |                   |
| 迪瑟高站                   |                   |
| 旺厄泽站                   |                   |
| 泉丘站                     |                   |
| 布津厄站 （终点站）        |                   |

## 历史

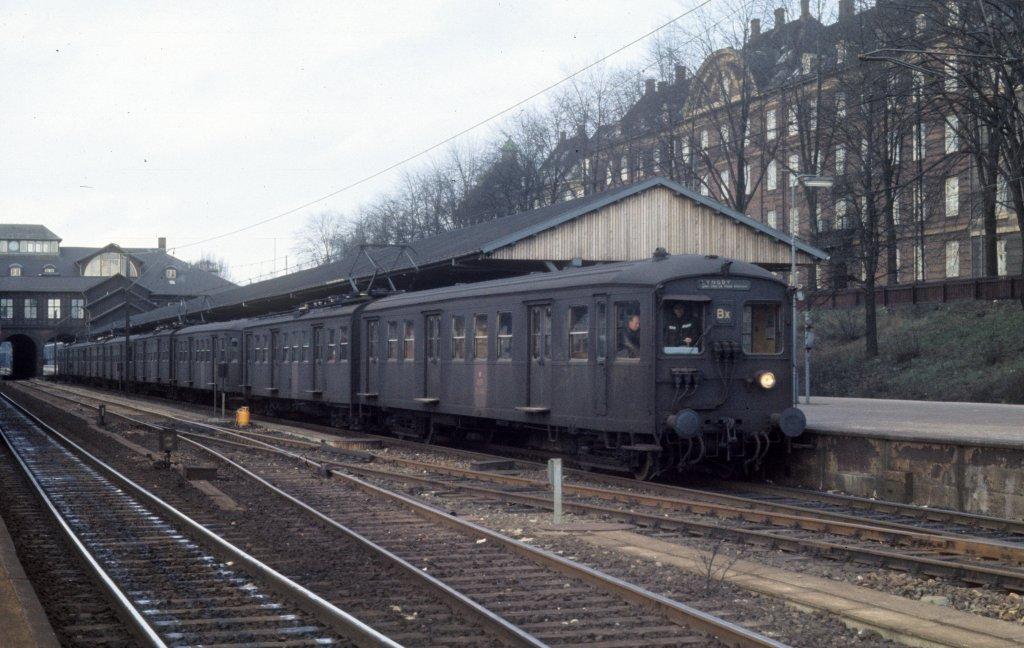
1975年，尚使用第一代哥本哈根市郊铁路列车的Bx线列车，拍摄于东门站。
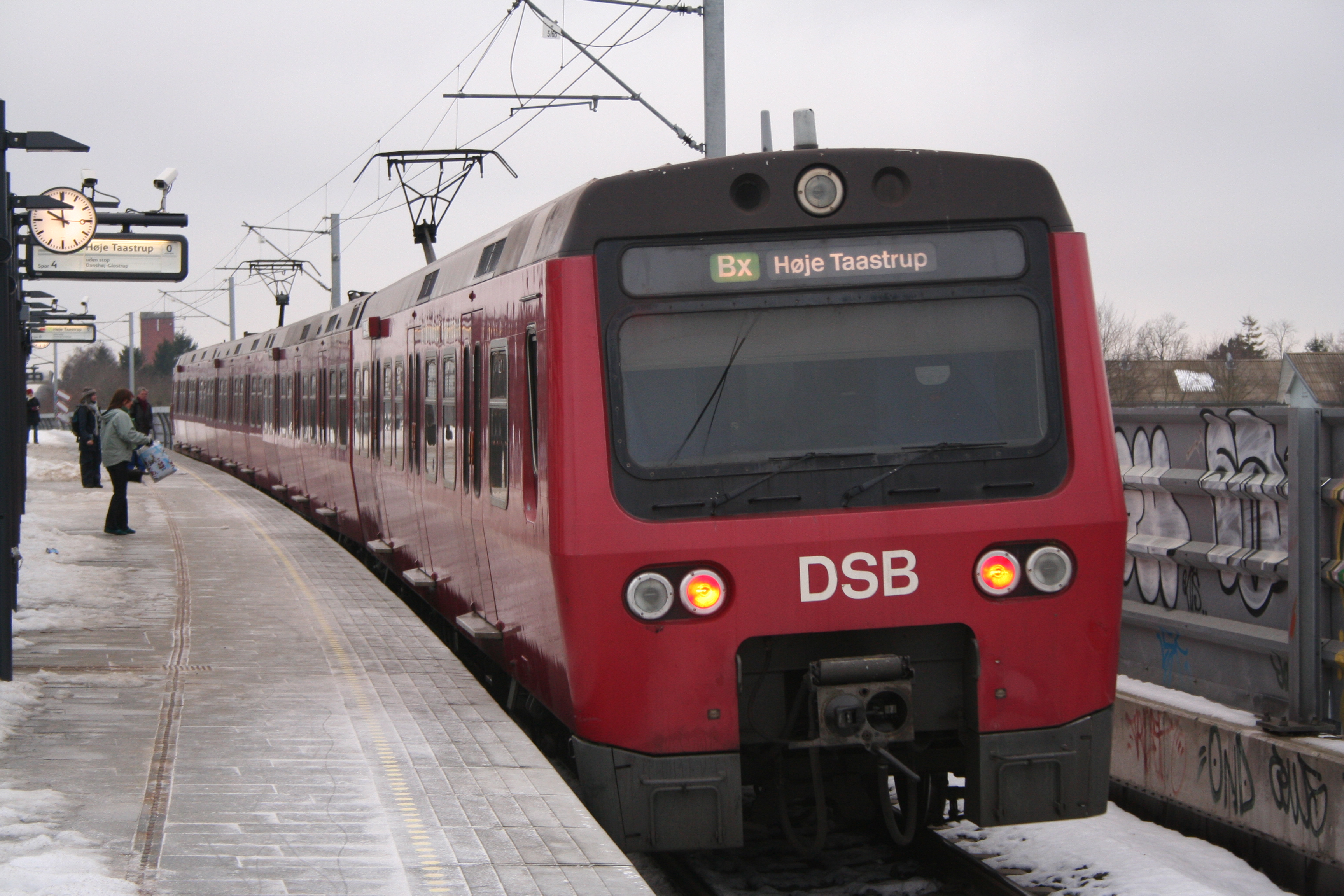
2006年，使用第三代哥本哈根市郊铁路列车的Bx线列车，拍摄于丹斯霍伊站。

| 开始执行时间   | 大致走向                                    | 备注 |
| -------------- | ------------------------------------------- | --- |
| 1953年10月4日  | 哥本哈根火车总站⟷灵比站                     | |
| 1960年1月4日   | （维兹奥勒站）⟷哥本哈根火车总站⟷灵比站      | 仅部分列车到达维兹奥勒站。维兹奥勒站⟷哥本哈根火车总站之间各站不停车。                                                       |
| 1963年5月26日  | 措斯楚普站⟷哥本哈根火车总站⟷灵比站          | 维兹奥勒站⟷哥本哈根火车总站、东门站⟷伯恩斯托夫路站之间各站不停车。                                                          |
| 1972年10月1日  | 措斯楚普站⟷哥本哈根火车总站⟷灵比站          | 格洛斯楚普站⟷哥本哈根火车总站之间除瓦尔比站外各站均不停车。                                                                 |
| 1977年9月25日  | 措斯楚普站⟷哥本哈根火车总站⟷法鲁姆站        | 格洛斯楚普站⟷哥本哈根火车总站之间除瓦尔比站外各站均不停车。东门站⟷泉丘站、鲍斯韦站⟷韦勒瑟站之间各站不停车。                 |
| 1986年5月28日  | 哥本哈根火车总站⟷法鲁姆站                   | 东门站⟷泉丘站、鲍斯韦站⟷韦勒瑟站之间各站不停车。                                                                            |
| 1987年3月9日   | 格洛斯楚普站⟷哥本哈根火车总站⟷法鲁姆站      | 瓦尔比站⟷哥本哈根火车总站、东门站⟷泉丘站、鲍斯韦站⟷韦勒瑟站之间各站不停车。                                                 |
| 1987年5月31日  | 格洛斯楚普站⟷哥本哈根火车总站⟷海勒鲁普站    | 瓦尔比站⟷哥本哈根火车总站之间各站不停车。                                                                                   |
| 1987年8月3日   | 霍耶-措斯楚普站⟷哥本哈根火车总站⟷海勒鲁普站 | 格洛斯楚普站⟷哥本哈根火车总站之间除瓦尔比站外各站均不停车。                                                                 |
| 1989年5月28日  | 霍耶-措斯楚普站⟷哥本哈根火车总站⟷法鲁姆站   | 格洛斯楚普站⟷瓦尔比站、东门站⟷旺厄泽站、鲍斯韦站⟷韦勒瑟站之间各站不停车。                                                   |
| 1993年9月26日  | 霍耶-措斯楚普站⟷哥本哈根火车总站            | 瓦尔比站⟷哥本哈根火车总站之间各站不停车。                                                                                   |
| 1994年8月22日  | （霍耶-措斯楚普站）⟷哥本哈根火车总站        | 仅部分列车到达霍耶-措斯楚普站。瓦尔比站⟷哥本哈根火车总站之间各站不停车。                                                    |
| 1995年9月24日  | 霍耶-措斯楚普站⟷哥本哈根火车总站            | 仅部分列车到达霍耶-措斯楚普站。格洛斯楚普站⟷哥本哈根火车总站之间除瓦尔比站外各站均不停车。                                  |
| 2001年6月17日  | 霍耶-措斯楚普站⟷哥本哈根火车总站⟷海勒鲁普站 | 仅部分列车到达霍耶-措斯楚普站。格洛斯楚普站⟷哥本哈根火车总站之间除瓦尔比站外各站均不停车。东门站⟷海勒鲁普站之间各站不停车。 |
| 2002年9月15日  | 霍耶-措斯楚普站⟷哥本哈根火车总站⟷海勒鲁普站 | 仅部分列车到达霍耶-措斯楚普站。格洛斯楚普站⟷哥本哈根火车总站之间除瓦尔比站外各站均不停车。                                  |
| 2005年1月8日   | 霍耶-措斯楚普站⟷哥本哈根火车总站⟷克兰彭堡站 | 仅周一至周五白天开行，格洛斯楚普站⟷丹斯霍伊站之间各站不停车。                                                               |
| 2006年1月8日   | 暂时停运，后恢复                            | 暂时停运，后恢复 |
| 2007年9月23日  | 霍耶-措斯楚普站⟷哥本哈根火车总站⟷法鲁姆站   | 格洛斯楚普站⟷丹斯霍伊站、鲍斯韦站⟷哈勒森林站之间各站不停车。吕帕肯站⟷布津厄站之间除旺厄泽站外各站均不停车。                 |
| 2009年12月13日 | 霍耶-措斯楚普站⟷哥本哈根火车总站⟷东门站     | 仅早高峰时段开行。格洛斯楚普站⟷丹斯霍伊站之间各站不停车。                                                                   |
| 2017年1月30日  | 霍耶-措斯楚普站⟷哥本哈根火车总站⟷法鲁姆站   | 吕帕肯站⟷布津厄站之间除旺厄泽站外各站均不停车。鲍斯韦站⟷哈勒森林站之间各站不停车。                                          |
| 2018年12月10日 | 霍耶-措斯楚普站⟷哥本哈根火车总站⟷法鲁姆站   | 格洛斯楚普站⟷丹斯霍伊站之间各站不停车。                                                                                     |
| 2020年12月14日 | 霍耶-措斯楚普站⟷哥本哈根火车总站⟷布津厄站   | 格洛斯楚普站⟷丹斯霍伊站之间各站不停车。                                                                                     |